# ラマヌジャン賞
ラマヌジャン賞（DST-ICTP-IMU Ramanujan Prize、ラマヌジャンしょう）は、数学の分野において傑出している研究を行った主要先進国家(たとえばG7)以外の45歳未満の研究者に贈られる賞。
なお、インド科学アカデミーが独自に創設したSASTRAラマヌジャン賞とは別の賞である。

## 概要
賞の名前は、19世紀のインドの伝説的な数学者であるシュリニヴァーサ・ラマヌジャンに由来し、主要先進国家以外の若手数学研究者にスポットを当てる意味合いで創設された。2005年にアーベル基金が創設し、第一回受賞は創設と同年である2005年。国際数学協会(IMU)と国際理論物理学センター(ICTP)によって任命された5名の著名な数学者から構成される委員会が毎年受賞者を選定し、発表する。受賞者は基本的には個人を対象とするものの、共同研究などにより、内容によっては複数人が受賞できる。
受賞賞金は10000ドル。賞金はアーベル基金が拠出し、受賞者はICTPにおいて受賞した理論の講演を行うこととされている。

## 受賞者の一覧
- 出身国は現在の国名で記載。

| 年     | 名前/綴り                                              | 出身国       |
| ------ | ------------------------------------------------------ | ------------ |
| 2005年 | マルセロ・ビアナ (Marcelo Viana)                       | ブラジル     |
| 2006年 | ラムドライ・スジャータ (Ramdorai Sujatha)              | インド       |
| 2007年 | ホルヘ・ラウレット (Jorge Lauret)                      | アルゼンチン |
| 2008年 | エンリケ・プハルス (Enrique R. Pujals)                 | ブラジル     |
| 2009年 | エルネスト・ルペルシオ (Ernesto Lupercio)              | メキシコ     |
| 2010年 | 史宇光 (Yuguang Shi)                                   | 中国         |
| 2011年 | フィリベール・ナン (Philibert Nang)                    | ガボン       |
| 2012年 | フェルナンド・コーダ・マルケス (Fernando Codá Marques) | ブラジル     |
| 2013年 | 田野 (Tian Ye)                                         | 中国         |
| 2014年 | ミゲル・ウォルシュ (Miguel Walsh)                      | アルゼンチン |
| 2015年 | アマレンデュ・クリシュナ (Amalendu Krishna)            | インド       |
| 2016年 | 許晨陽 (许晨阳、Chenyang Xu)                           | 中国         |
| 2017年 | エドゥアルド・テイシェイラ (Eduardo Teixeira)          | ブラジル     |
| 2018年 | リタブラタ・マンシ (Ritabrata Munshi)                  | インド       |
| 2019年 | ホアン・ヒエップ・ファム(Hoàng Hiệp Phạm)              | ベトナム     |
| 2020年 | カロリナ・アラウージョ (Carolina Araújo)               | ブラジル     |
| 2021年 | ニーナ・グプタ(Neena Gupta)                            | インド       |
| 2022年 | Mouhamed Moustapha Fall                                | セネガル     |
| 2024年 | Ruochuan Liu                                           | 中国         |